# Колхапур
Колхапур (маратхи कोल्हापूर) — город в штате Махараштра, Индия. Центр одноимённого округа. Население — 493 167 чел. (по данным переписи 2001 года), 561 841 (по переписи 2011 года).

## История
Первое постоянное поселение на территории современного Колхапура датируется началом нашей эры. Проводившиеся раскопки и археологические исследования позволили установить, что в период с 225 по 550 гг. н. э. здесь правили четыре королевские династии подряд — Валкатак, Кадамб, Шедрак и Маурья. С 550 по 753 гг. город находился под управлением династии Чалукья.
В 634 году началось строительство одного из самых известных архитектурных памятников города — храма Махалакшми, посвящённого богине Лакшми. Строительство было завершено приблизительно к 700 году.
С 753 по 850 гг. эта территория входила в состав государства Раштракутов. Затем, вплоть до 1210 г. город являлся столицей государства Шилара. Город значительно вырос в период правления Гандаридитьи I, а затем его сестры — Чандрикадеви. В IX веке город приобрёл статус важного культурного, политического и экономического центра.
В 1210 году династия Шилара была свергнута царём Сигхандевом из Девгири. Однако новая династия продержалась только до 1298 года, когда была свергнута мусульманскими правителями из соседних земель. В 1659 году Колхапур был присоединён правителем Шиваджи к Маратхской империи.
Во второй половине XVIII века Колхапур перешёл под власть англичан на правах туземного княжества. 12 октября 1854 года Колхапур был выделен в отдельный муниципалитет. В этом статусе Колхапур оставался вплоть до 1 марта 1949 года, когда вошёл в состав штата Бомбей. В 1960 году штат был разделён на два — Гуджарат и Махараштра; Колхапур вошёл в состав последнего.
Наиболее быстрый рост города в экономическом плане наблюдался в период с 1954 по 1971 гг.

## Экономика
Город находится в сельскохозяйственном крае. Как следствие, значительную долю в экономике города составляет производство пищевой продукции. Основными сельскохозяйственными культурами, выращиваемыми в окрестностях города, являются сахарный тростник, рис, сорго и арахис (сезон хариф); пшеница, сафлор, нут, сорго и сахарный тростник (сезон раби). В городе налажено производство сахара и молочной продукции, табака.
Промышленная продукция, изготавливаемая в городе, пользуется спросом не только в Индии, но и за рубежом: на Филиппинах, в Иране, Сирии, Гане, Египте. В Колхапуре существует производство одежды и обуви. Также в Колхапуре с давних пор существует производство изделий из золота и серебра.
Также можно отметить такую характерную особенность, как кооперативное движение. Оно появилось в городах Махараштры в XIX в., но особенное развитие получило в XX веке.

## Культура

### Образование
Первая средняя школа в Колхапуре была основана англичанами в 1851 году. В 1880 году школа была преобразована в Раджарам-колледж, а позже — в университет. Развитие системы образования в то время во многом связано с именем Дж. П. Найка, министра образования туземного княжества Колхапур.
В 1952 году в Колхапуре был основан университет Муни, в 1962 — университет Шиваджи. В 1945 г. была построена школа Тара Рани для девочек. В настоящее время в городе насчитывается более ста образовательных учреждений всех уровней.

### Кинематограф
Город занимает важное место в индийской киноиндустрии. В Колхапуре родился Бабурао Пейнтер — известный индийский кинорежиссёр, создатель первого индийского кино. В городе снимали свои фильмы такие известные в Индии режиссёры, как Анант Мате, Раджа Паранджапе, Рам Габале и другие.

### Музыка
В городе популярен такой индийский музыкальный жанр, как кьял. Создателем современной формы этого жанра стал живший в Махараштре в XIX веке певец Пандит Балакришнабува Ичалкаранджикар из города Ичалкаранджи. В начале XX века в городе популяризировал классическую музыку известный индийский певец Аладья Хан.